# Frobeniusgruppe
Unter einer Frobeniusgruppe (nach Ferdinand Georg Frobenius) versteht man in der Gruppentheorie, einem Teilgebiet der Algebra, eine endliche Gruppe {\displaystyle G}, in der eine Untergruppe {\displaystyle 1\subsetneqq H\subsetneqq G} existiert, welche die Eigenschaft {\displaystyle \forall \,g\in G\setminus H:H^{g}\cap H=1} besitzt (Wobei {\displaystyle H^{g}} definiert ist durch {\displaystyle H^{g}:=\{g^{-1}hg|h\in H\}}).
Eine solche Untergruppe nennt man dann Frobeniuskomplement.
Eine wichtige Rolle im Zusammenhang mit der Struktur von Frobeniusgruppen spielt der sogenannte Frobeniuskern, welcher durch
{\displaystyle K:=\left(G\setminus \bigcup _{g\in G}H^{g}\right)\cup \left\{1\right\}}
definiert ist. Genauer spricht man dann von dem Frobeniuskern in {\displaystyle G} bezüglich des Frobeniuskomplementes {\displaystyle H}.

## Struktur von Frobeniusgruppen
Der Satz von Frobenius über Frobeniusgruppen besagt, dass {\displaystyle K\leq G} gilt. In der Tat ist sogar {\displaystyle K\triangleleft G} und es gilt {\displaystyle G=HK} als semidirektes Produkt. Ferner sind {\displaystyle H,K} hallsch in {\displaystyle G} und für je zwei Frobeniuskomplemente {\displaystyle A,B} von {\displaystyle G} gibt es ein {\displaystyle g\in G} mit der Eigenschaft {\displaystyle A^{g}\leq B} oder {\displaystyle B^{g}\leq A}.

## Struktur ohne Darstellungstheorie
Der oben erwähnte Satz von Frobenius lässt sich bis heute nur mit Mitteln der Darstellungstheorie beweisen. Daher ist es aus heutiger Sicht interessant, einen Beweis auf ausschließlich gruppentheoretischer Ebene zu erbringen. Dies ist bisweilen noch nicht geglückt, doch es sind Teilbeweise erfolgt, welche die Untergruppeneigenschaft von {\displaystyle K} unter stärkeren Voraussetzungen nachweisen. Gilt eine der folgenden Eigenschaften, so ist {\displaystyle K\leq G}
- {\displaystyle \left|H\right|\equiv 0\mod 2}
- {\displaystyle H} ist auflösbar
- {\displaystyle \exists \,1\neq D\triangleleft G:D\subseteq K}
- {\displaystyle \exists \,1\neq D\leq G:H\leq N_{G}(D)}
- {\displaystyle \exists \,h\in H^{\#}\,\forall \,g\in G:\left\langle h,h^{g}\right\rangle } auflösbar
- {\displaystyle G} ist nicht einfach
- {\displaystyle \exists \,1\neq D\leq G:D\subseteq K\;\wedge \;\pi (D)\neq \left\{2\right\}\;\wedge \;N_{G}(D)\cap K\neq N_{G}(D)}
- {\displaystyle \exists \,L\leq G\,\exists \,l\in L\cap K:L} auflösbar {\displaystyle \;\wedge \;L\cap K\neq 1\;\wedge \;L\cap K\neq L\;\wedge \;o(l)\equiv 1\mod 2}

All diese Ergebnisse lassen sich ohne Zuhilfenahme der Darstellungstheorie erzielen. Man beachte, dass die ersten beiden Aussagen mit Hilfe des Satzes von Feit & Thompson bereits liefern, dass {\displaystyle K} immer eine Untergruppe ist. Der Satz von Feit und Thompson besagt, dass Gruppen ungerader Ordnung stets auflösbar sind. Ist also die Ordnung einer Frobeniusgruppe gerade, so liefert Punkt 1 {\displaystyle K\leq G}, anderenfalls ist die Ordnung ungerade, so dass nach Feit-Thompson die Gruppe auflösbar ist, so dass Punkt 2 {\displaystyle K\leq G} ergibt.
Allerdings wird auch dieser Satz unter Zuhilfenahme der Darstellungstheorie bewiesen, so dass er in diesem Zusammenhang nicht benutzt werden kann.

## Beispiele
- Die symmetrische Gruppe vom Grad 3 ist eine Frobeniusgruppe. Dabei kommen drei verschiedene Frobeniuskomplemente in Frage, nämlich jeweils {\displaystyle \left\langle \tau \right\rangle } für {\displaystyle \tau \in \left\{(12),(13),(23)\right\}}, die drei Transpositionen der Gruppe. Der Frobeniuskern ist dann jeweils die alternierende Gruppe {\displaystyle A_{3}}.
- Die Gruppe der invertierbaren {\displaystyle 2\times 2}--Dreiecksmatrizen mit Determinante 1 über einem endlichen Körper mit {\displaystyle \left|K\right|\geq 3} ist eine Frobeniusgruppe. Dabei ist die Untergruppe der Diagonalmatrizen das Frobeniuskomplement und die Gruppe der strikten Dreieckmatrizen (in der Hauptdiagonale nur Einsen) ist der Frobeniuskern.